# Taubachien
Taubachien je středoevropská industrie středního paleolitu absolutně datovaná mezi 130 000 až 80 000 lety v Panonské pánvi a 104 000 až 117 000 lety v Německu.
Lokality se nacházejí nejčastěji při vývěrech minerálních pramenů, kde se utvářel travertin, na Moravě v jeskyni Kůlna a v Předmostí, na Slovensku pak v Gánovcích a Bojnicích.
Industrie využívající nejbližších surovin (oblázků) je drobných rozměrů, převažují drasadla, vruby a zoubkované nástroje.
Nositelem této kultury je Homo sapiens neanderthalensis.